# Difusão de Itō
Em matemática, especificamente em análise estocástica, uma difusão de Itō é uma solução para um tipo específico de equação diferencial estocástica. Esta equação é semelhante à equação de Langevin usada em física para descrever o movimento browniano de uma partícula sujeita a um potencial em um fluido viscoso. As difusões de Itō recebem este nome em homenagem ao matemático japonês Kiyoshi Itō.

## Visão geral

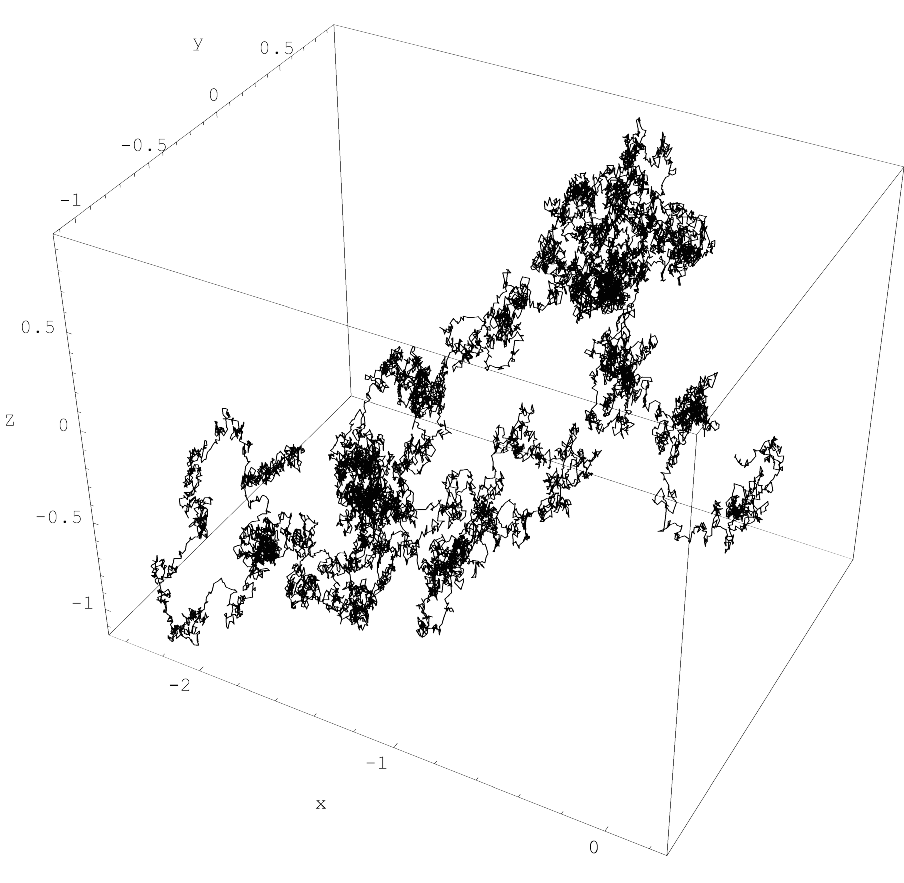
Este processo de Wiener (movimento browniano) em um espaço tridimensional (com um caminho amostral exibido) é um exemplo de difusão de Itō.

Uma difusão de Itō homogênea em tempo em um espaço euclidiano de {\displaystyle n} dimensões {\displaystyle \mathbb {R} ^{n}} é um processo {\displaystyle X:[0,+\infty )\times \Omega \to \mathbb {R} ^{n}} definido em um espaço de probabilidade {\displaystyle (\Omega ,\Sigma ,P)} e que satisfaz uma equação diferencial estocástica da forma:
{\displaystyle \mathrm {d} X_{t}=b(X_{t})\mathrm {d} t+\sigma (X_{t})\mathrm {d} B_{t},}
em que {\displaystyle B} é um movimento browniano de {\displaystyle m} dimensões e {\displaystyle b:\mathbb {R} ^{n}\to \mathbb {R} ^{n}} e {\displaystyle \sigma :\mathbb {R} ^{n}\to \mathbb {R} ^{n\times m}} satisfazem a condição de continuidade de Lipschitz usual:
{\displaystyle |b(x)-b(y)|+|\sigma (x)-\sigma (y)|\leq C|x-y|}
para alguma constante {\displaystyle C} e todo {\displaystyle x,y\in \mathbb {R} ^{n}}. Esta condição garante a existência de uma única solução forte {\displaystyle X} à equação diferencial estocástica dada acima. O campo vetorial {\displaystyle b} é conhecido como coeficiente de deriva de {\displaystyle X}. O campo tensorial {\displaystyle \sigma } é conhecido como o coeficiente de difusão de {\displaystyle X}. É importante notar que {\displaystyle b} e {\displaystyle \sigma } não dependem do tempo. Se dependessem do tempo, {\displaystyle X} seria apenas considerado um processo de Itō, não uma difusão. Difusões de Itō têm uma série de propriedades importantes, que incluem:
- a continuidade amostral e a continuidade de Feller;
- a propriedade de Markov;
- a propriedade forte de Markov;
- a existência de um gerador infinitesimal;
- a existência de um operador característico;
- a fórmula de Dynkin.

Em particular, uma difusão de Itō é um processo contínuo e fortemente markoviano de tal modo que o domínio de seu operador característico inclui todas as funções dupla e continuamente diferenciáveis, sendo uma difusão no sentido definido pelo matemático soviético-americano Eugene Dynkin.

## Continuidade

### Continuidade amostral
Um difusão de Itō {\displaystyle X} é um processo contínuo amostral, isto é, para quase todas as realizações {\displaystyle B_{t}(\omega )} do ruído, {\displaystyle X_{t}(\omega )} é uma função contínua do parâmetro de tempo {\displaystyle t}. Mais precisamente, há uma "versão contínua" de {\displaystyle X}, um processo contínuo {\displaystyle Y} tal que:
{\displaystyle \mathbf {P} [X_{t}=Y_{t}]=1{\mbox{ para todo }}t.}
Isto se segue da existência padrão e da teoria da unicidade para soluções fortes de equações diferenciais estocásticas.

### Continuidade de Feller
Além de ser contínua e amostral, uma difusão de Itō {\displaystyle X} satisfaz o requisito mais forte da continuidade de Feller.
Para um ponto {\displaystyle x\in \mathbb {R} ^{n}}, considere que P{\displaystyle ^{x}} denota a lei de {\displaystyle X}, sendo o dado inicial {\displaystyle X_{0}=x}, e considere que {\displaystyle \mathbf {E} ^{x}}denota o valor esperado em relação a P{\displaystyle ^{x}}.

Considere que {\displaystyle f:\mathbb {R} ^{n}\to \mathbb {R} } é uma função mensurável de Borel limitada abaixo e defina, para {\displaystyle t\geq 0} fixo, {\displaystyle u:\mathbb {R} ^{n}\to \mathbb {R} } por:
{\displaystyle u(x)=\mathbf {E} ^{x}[f(X_{t})].}
- Semicontinuidade inferior: se {\displaystyle f} for semicontínua inferior, então, {\displaystyle u} é semicontínua inferior.
- Continuidade de Feller: se {\displaystyle f} for limitada e contínua, então, {\displaystyle u} é contínua.

O comportamento da função {\displaystyle u} acima quando o tempo {\displaystyle t} é variado foi abordado pela equação regressiva de Kolmogorov, pela equação de Fokker–Planck, entre outras.

## Propriedade de Markov

### Propriedade de Markov
Uma difusão de Itō tem a importante propriedade de ser markoviana: o futuro comportamento de {\displaystyle X}, dado o que aconteceu até o tempo {\displaystyle t}, é o mesmo como se o processo tivesse sido iniciado na posição {\displaystyle X_{t}} no tempo 0. A formulação matemática precisa desta afirmação exige alguma notação adicional.

Considere que {\displaystyle \Sigma _{*}} denota a filtração natural de {\displaystyle (\Omega ,\Sigma )} gerada pela movimento browniano {\displaystyle B}. Para {\displaystyle t\geq 0},
{\displaystyle \Sigma _{t}=\Sigma _{t}^{B}=\sigma \left\{B_{s}^{-1}(A)\subseteq \Omega :0\leq s\leq t,A\subseteq \mathbf {R} ^{n}{\mbox{Borel}}\right\}.}
É fácil mostrar que {\displaystyle X} é adaptada a {\displaystyle \Sigma _{*}} (isto é, que cada {\displaystyle X_{t}} é {\displaystyle \Sigma _{t}}-mensurável), de modo que a filtração natural {\displaystyle F_{*}=F_{*}^{X}} de {\displaystyle (\Omega ,\Sigma )} gerada por {\displaystyle X} tem {\displaystyle F_{t}\subseteq \Sigma _{t}} para cada {\displaystyle t\geq 0}.

Considere que {\displaystyle f:\mathbb {R} ^{n}\to \mathbb {R} } é uma função limitada e mensurável de Borel. Então, para todo {\displaystyle t} e {\displaystyle h\geq 0}, o valor esperado condicional condicionado na σ-álgebra {\displaystyle \Sigma _{t}} e o valor esperado do processo "reiniciado" a partir de {\displaystyle X_{t}} satisfazem a propriedade de Markov:
{\displaystyle \mathbf {E} ^{x}{\big [}f(X_{t+h}){\big |}\Sigma _{t}{\big ]}(\omega )=\mathbf {E} ^{X_{t}(\omega )}[f(X_{h})].}
De fato, {\displaystyle X} é também um processo de Markov no que se refere à filtração {\displaystyle F_{*}}, como mostra o que segue:
{\displaystyle {\begin{aligned}\mathbf {E} ^{x}\left[f(X_{t+h}){\big |}F_{t}\right]&=\mathbf {E} ^{x}\left[\mathbf {E} ^{x}\left[f(X_{t+h}){\big |}\Sigma _{t}\right]{\big |}F_{t}\right]\\&=\mathbf {E} ^{x}\left[\mathbf {E} ^{X_{t}}\left[f(X_{h})\right]{\big |}F_{t}\right]\\&=\mathbf {E} ^{X_{t}}\left[f(X_{h})\right].\end{aligned}}}

### Propriedade forte de Markov
A propriedade forte de Markov é uma generalização da propriedade de Markov acima em que {\displaystyle t} é substituído por um tempo aleatório adequado {\displaystyle T:\Omega \to [0,+\infty ]} conhecido como tempo de parada. Então, por exemplo, em vez de "reiniciar" o processo {\displaystyle X} no tempo {\displaystyle t=1}, pode-se "reiniciar" quando quer que {\displaystyle X} alcance pela primeira vez algum ponto especificado {\displaystyle p} de {\displaystyle \mathbb {R} ^{n}}.

Como antes, considere {\displaystyle f:\mathbb {R} ^{n}\to \mathbb {R} } uma função limitada e mensurável de Borel. Considere {\displaystyle \tau } um tempo de parada no que se refere à filtração {\displaystyle \Sigma _{*}} com {\displaystyle \tau <+\infty } quase certamente. Então, para todo {\displaystyle h\geq 0},
{\displaystyle \mathbf {E} ^{x}{\big [}f(X_{\tau +h}){\big |}\Sigma _{\tau }{\big ]}=\mathbf {E} ^{X_{\tau }}{\big [}f(X_{h}){\big ]}.}

## Gerador

### Definição
Associado a cada difusão de Itō, há um operador diferencial parcial de segunda ordem conhecido como o gerador de difusão. O gerador é muito útil em muitas aplicações e codifica uma grande quantidade de informação sobre o processo {\displaystyle X}. Formalmente, o gerador infinitesimal de uma difusão de Itō {\displaystyle X} é o operador {\displaystyle A}, que é definido como agindo em funções adequadas {\displaystyle f:\mathbb {R} ^{n}\to \mathbb {R} } por:
{\displaystyle Af(x)=\lim _{t\downarrow 0}{\frac {\mathbf {E} ^{x}[f(X_{t})]-f(x)}{t}}.}
O conjunto de todas as funções {\displaystyle f} para as quais este limite existe em um ponto {\displaystyle x} é denotado como {\displaystyle D_{A}(x)}, enquanto {\displaystyle D_{A}} denota o conjunto de todas as {\displaystyle f} para as quaIS o limite existe para todo {\displaystyle x\in \mathbb {R} ^{n}}. Pode-se mostrar que qualquer função {\displaystyle f} compactamente suportada {\displaystyle C^{2}} (duplamente diferenciável com segunda derivada contínua) repousa em {\displaystyle D_{A}} e que:
{\displaystyle Af(x)=\sum _{i}b_{i}(x){\frac {\partial f}{\partial x_{i}}}(x)+{\tfrac {1}{2}}\sum _{i,j}\left(\sigma (x)\sigma (x)^{\top }\right)_{i,j}{\frac {\partial ^{2}f}{\partial x_{i}\partial x_{j}}}(x),}
ou, em termos de gradiente, escalar e produto interno de Frobenius,
{\displaystyle Af(x)=b(x)\cdot \nabla _{x}f(x)+{\tfrac {1}{2}}\left(\sigma (x)\sigma (x)^{\top }\right):\nabla _{x}\nabla _{x}f(x).}

### Exemplo
O gerador {\displaystyle A} para o movimento browniano {\displaystyle B} padrão de {\displaystyle n} dimensões, que satisfaz a equação diferencial estocástica {\displaystyle \operatorname {d} X_{t}=\operatorname {d} B_{t}}, é dado por
{\displaystyle Af(x)={\tfrac {1}{2}}\sum _{i,j}\delta _{ij}{\frac {\partial ^{2}f}{\partial x_{i}\partial x_{j}}}(x)={\tfrac {1}{2}}\sum _{i}{\frac {\partial ^{2}f}{\partial x_{i}^{2}}}(x),}
isto é, {\displaystyle A=\Delta /2}, em que {\displaystyle \Delta } denota o operador de Laplace.

### Equações de Kolmogorov e de Fokker–Planck
O gerador é usado na formulação da equação regressiva de Kolmogorov. Intuitivamente, esta equação diz como o valor esperado de qualquer estatística adequadamente suave de {\displaystyle X} evolui no tempo: ele deve resolver uma certa equação diferencial parcial em que o tempo {\displaystyle t} e a posição inicial {\displaystyle x} são variáveis independentes. Mais precisamente, se {\displaystyle f\in C^{2}(\mathbb {R} ^{n};\mathbb {R} )} tiver suporte compacto e {\displaystyle u:[0;+\infty )\times \mathbb {R} ^{n}\rightarrow \mathbb {R} } for definida por:
{\displaystyle u(t,x)=\mathbf {E} ^{x}[f(X_{t})],}
então, {\displaystyle u(t,x)} é diferenciável no que diz respeito a {\displaystyle t,u(t,\cdot )\in D_{A}} para todo {\displaystyle t} e {\displaystyle u} satisfaz a seguinte equação diferencial parcial, conhecida como equação regressiva de Kolmogorov:
{\displaystyle {\begin{cases}{\dfrac {\partial u}{\partial t}}(t,x)=Au(t,x),&t>0,x\in \mathbb {R} ^{n};\\u(0,x)=f(x),&x\in \mathbb {R} ^{n}.\end{cases}}}
A equação de Fokker–Planck (também conhecida como equação progressiva de Kolmogorov) é, em algum sentido, a "adjunta" da equação regressiva e diz como as funções densidade de probabilidade de {\displaystyle X_{t}} evoluem com o tempo {\displaystyle t}. Considere que {\displaystyle \rho (t,\cdot )} é a densidade de {\displaystyle X_{t}} no que diz respeito à medida de Lebesgue em {\displaystyle \mathbb {R} ^{n}}, isto é, para qualquer conjunto mensurável de Borel {\displaystyle S\subseteq \mathbb {R} ^{n}}:
{\displaystyle \mathbf {P} \left[X_{t}\in S\right]=\int _{S}\rho (t,x)\mathrm {d} x.}
Considere que {\displaystyle A^{*}} denota o adjunto hermitiano de {\displaystyle A} (no que diz respeito ao produto interno L2). Então, dado que a posição inicial {\displaystyle X_{0}} tem a densidade prescrita {\displaystyle \rho _{0}}, {\displaystyle \rho (t,x)} é diferenciável no que diz respeito a {\displaystyle t}, {\displaystyle \rho (t,\cdot )\in D_{A^{*}}} para todo {\displaystyle t} e {\displaystyle \rho } satisfaz a seguinte equação diferencial parcial, conhecida como a equação de Fokker–Planck:
{\displaystyle {\begin{cases}{\dfrac {\partial \rho }{\partial t}}(t,x)=A^{*}\rho (t,x),&t>0,x\in \mathbb {R} ^{n};\\\rho (0,x)=\rho _{0}(x),&x\in \mathbb {R} ^{n}.\end{cases}}}

### Fórmula de Feynman–Kac
A fórmula de Feynman–Kac é uma generalização útil da equação regressiva de Kolmogorov. Novamente, {\displaystyle f} está em {\displaystyle C^{2}(\mathbb {R} ^{n};\mathbb {R} )} e tem suporte compacto e assume-se que {\displaystyle q:\mathbb {R} ^{n}\rightarrow \mathbb {R} } é uma função contínua que é limitada abaixo. Define-se uma função {\displaystyle v:[0,+\infty )\times \mathbb {R} ^{n}\rightarrow \mathbb {R} } por:
{\displaystyle v(t,x)=\mathbf {E} ^{x}\left[\exp \left(-\int _{0}^{t}q(X_{s})\,\mathrm {d} s\right)f(X_{t})\right].}
A fórmula de Feynman–Kac afirma que {\displaystyle v} satisfaz a equação diferencial parcial:
{\displaystyle {\begin{cases}{\dfrac {\partial v}{\partial t}}(t,x)=Av(t,x)-q(x)v(t,x),&t>0,x\in \mathbb {R} ^{n};\\v(0,x)=f(x),&x\in \mathbb {R} ^{n}.\end{cases}}}
Além disso, se {\displaystyle w:[0,+\infty )\times \mathbb {R} ^{n}\rightarrow \mathbb {R} } for {\displaystyle C^{1}} em tempo, {\displaystyle C^{2}} em espaço, limitada como {\displaystyle K\times \mathbb {R} ^{n}} para todo {\displaystyle K} compacto e satisfizer a equação diferencial parcial acima, então, {\displaystyle w} deve ser {\displaystyle v} como definida acima.
A equação regressiva de Kolmogorov é o caso especial da fórmula de Feynman–Kac em que {\displaystyle q(x)=0} para todo {\displaystyle x\in \mathbb {R} ^{n}}.

## Operador característico

### Definição
O operador característico de uma difusão de Itō {\displaystyle X} é um operador diferencial parcial intimamente relacionado com o gerador, mas de certa forma mais geral. É mais adequado para certos problemas, por exemplo na solução do problema de Dirichlet.

O operador característico {\displaystyle {\mathcal {A}}} de uma difusão de Itō {\displaystyle X} é definido por:
{\displaystyle {\mathcal {A}}f(x)=\lim _{U\downarrow x}{\frac {\mathbf {E} ^{x}\left[f(X_{\tau _{U}})\right]-f(x)}{\mathbf {E} ^{x}[\tau _{U}]}},}
em que os conjuntos {\displaystyle U} formam uma sequência de conjuntos abertos {\displaystyle U_{k}} que decrescem ao ponto {\displaystyle x} no sentido em que:
{\displaystyle U_{k+1}\subseteq U_{k}{\mbox{ e }}\bigcap _{k=1}^{\infty }U_{k}=\{x\}}
e
{\displaystyle \tau _{U}=\inf\{t\geq 0\ :\ X_{t}\not \in U\}}
é o primeiro tempo de saída a partir de {\displaystyle U} para {\displaystyle X}. {\displaystyle D_{\mathcal {A}}} denota o conjunto de todas as {\displaystyle f} para as quais este limite existe para todo {\displaystyle x\in \mathbb {R} ^{n}} e todas as sequências {\displaystyle \{U_{k}\}}. Se {\displaystyle \mathbf {E} ^{x}[\tau _{u}]=+\infty } para todos os conjuntos abertos {\displaystyle U} contendo {\displaystyle x}, define-se:
{\displaystyle {\mathcal {A}}f(x)=0.}

### Relação com o gerador
O operador característico e o gerador infinitesimal estão muito intimamente relacionados e até mesmo concordam para uma grande classe de funções. Pode-se mostrar que:
{\displaystyle D_{A}\subseteq D_{\mathcal {A}}}
e que
{\displaystyle Af={\mathcal {A}}f{\mbox{ para todo }}f\in D_{A}.}
Em particular, o gerador e o operador característico concordam para todas as funções {\displaystyle f} {\displaystyle C^{2}} e nesse caso:
{\displaystyle {\mathcal {A}}f(x)=\sum _{i}b_{i}(x){\frac {\partial f}{\partial x_{i}}}(x)+{\tfrac {1}{2}}\sum _{i,j}\left(\sigma (x)\sigma (x)^{\top }\right)_{i,j}{\frac {\partial ^{2}f}{\partial x_{i}\,\partial x_{j}}}(x).}

### Aplicação do movimento browniano em uma variedade de Riemann

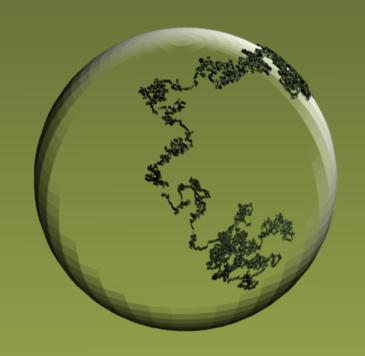
O operador característico de um movimento browniano é uma vez e meia o operador de Laplace-Beltrami. Aqui está o operador de Laplace-Beltrami em uma esfera bimensional.

Acima, o gerador (e assim o operador característico) do movimento browniano em {\displaystyle \mathbb {R} ^{n}} foi calculado como sendo {\displaystyle \Delta /2}, em que {\displaystyle \Delta } denota o operador de Laplace. O operador característico é útil ao definir o movimento browniano em uma variedade de Riemann {\displaystyle (M,g)} de {\displaystyle m} dimensões: um movimento browniano em {\displaystyle M} é definido como sendo uma difusão em {\displaystyle M} cujo operador característico {\displaystyle {\mathcal {A}}} em coordenadas locais {\displaystyle x_{i}}, {\displaystyle 1\leq i\leq m}, é dado por {\displaystyle \Delta _{LB}/2}, em que {\displaystyle \Delta _{LB}} é operador de Laplace–Beltrami dado em coordenadas locais por:
{\displaystyle \Delta _{\mathrm {LB} }={\frac {1}{\sqrt {\det(g)}}}\sum _{i=1}^{m}{\frac {\partial }{\partial x_{i}}}\left({\sqrt {\det(g)}}\sum _{j=1}^{m}g^{ij}{\frac {\partial }{\partial x_{j}}}\right),}
em que {\displaystyle [g^{ij}]=[g_{ij}]^{-1}} no sentido do inverso da matriz quadrada.

## Operador resolvente
Em geral, o gerador {\displaystyle A} de uma difusão de Itō {\displaystyle X} não é um operador limitado. Entretanto, se um múltiplo positivo do operador identidade {\displaystyle \mathbf {I} } for subtraído a partir de {\displaystyle A}, então, o operador resultante é invertível. O inverso deste operador pode ser expresso em termos do próprio {\displaystyle X} usando o operador resolvente.

Para {\displaystyle \alpha >0}, o operador resolvente {\displaystyle R_{\alpha }}, agindo em funções limitadas, contínuas {\displaystyle g:\mathbb {R} ^{n}\rightarrow \mathbb {R} }, é definido como:
{\displaystyle R_{\alpha }g(x)=\mathbf {E} ^{x}\left[\int _{0}^{\infty }e^{-\alpha t}g(X_{t})\,\mathrm {d} t\right].}
Pode-se mostrar, usando a continuidade de Feller da difusão {\displaystyle X}, que {\displaystyle R_{\alpha }g} é ele mesmo uma função limitada, contínua. Também, {\displaystyle R_{\alpha }} e {\displaystyle \alpha \mathbf {I} -A} são operadores mutuamente inversos:
- Se {\displaystyle f:\mathbb {R} ^{n}\rightarrow \mathbb {R} } for {\displaystyle C^{2}} com suporte compacto, então, para todo {\displaystyle \alpha >0},

{\displaystyle R_{\alpha }(\alpha \mathbf {I} -A)f=f;}
- Se {\displaystyle g:\mathbb {R} ^{n}\rightarrow \mathbb {R} } for limitada e contínua, então, {\displaystyle R_{\alpha }g} repousa em {\displaystyle D_{A}}, para todo {\displaystyle \alpha >0},

{\displaystyle (\alpha \mathbf {I} -A)R_{\alpha }g=g.}

## Medidas invariantes
Algumas vezes, é necessário encontrar uma medida invariante para uma difusão de Itō {\displaystyle X}, isto é, uma medida em {\displaystyle \mathbb {R} ^{n}} que não muda sob o "fluxo" de {\displaystyle X}, ou seja, se {\displaystyle X_{0}} for distribuída de acordo com tal medida invariante {\displaystyle \mu _{\infty }}, então, {\displaystyle X_{t}} é também distribuída de acordo com {\displaystyle \mu _{\infty }} para qualquer {\displaystyle t\geq 0}. A equação de Fokker–Planck oferece uma maneira de encontrar tal medida, pelo menos se tiver uma função densidade de probabilidade {\displaystyle \rho _{\infty }}: se {\displaystyle X_{0}} for de fato distribuída de acordo com uma medida invariante {\displaystyle \mu _{\infty }} com densidade {\displaystyle \rho _{\infty }}, então, a densidade {\displaystyle \rho (t,\cdot )} de {\displaystyle X_{t}} não muda com {\displaystyle t}, de modo que {\displaystyle \rho (t,\cdot )=\rho _{\infty }}, e então {\displaystyle \rho _{\infty }} deve resolver a equação diferencial parcial (independente de tempo):
{\displaystyle A^{*}\rho _{\infty }(x)=0,\quad x\in \mathbb {R} ^{n}.}
Isto ilustra uma das conexões entre a análise estocástica e o estudo das equações diferenciais parciais. Reciprocamente, uma dada equação diferencial parcial linear de segunda ordem da forma {\displaystyle \Lambda f=0} pode ser difícil de resolver diretamente, mas se {\displaystyle \Lambda =A^{*}} para alguma difusão de Itō {\displaystyle X} e uma medida invariante para {\displaystyle X} for fácil de computar, então, a densidade daquela medida oferece uma solução para a equação diferencial parcial.

### Medidas invariantes para fluxos de gradiente
Uma medida invariante é comparativamente fácil de computar quando o processo {\displaystyle X} é um fluxo de gradiente estocástico de forma:
{\displaystyle \mathrm {d} X_{t}=-\nabla \Psi (X_{t})\,\mathrm {d} t+{\sqrt {2\beta ^{-1}}}\,\mathrm {d} B_{t},}
em que {\displaystyle \beta >0} desempenha o papel de uma temperatura inversa e {\displaystyle \Psi :\mathbb {R} ^{n}\rightarrow \mathbb {R} } é um potencial escalar que satisfaz a suavidade adequada e as condições de crescimento. Neste caso, a equação de Fokker–Planck tem uma única solução estacionária {\displaystyle \rho _{\infty }} (isto é, {\displaystyle X} tem uma única medida invariante {\displaystyle \mu _{\infty }} com densidade {\displaystyle \rho _{\infty }}) e é dada pela distribuição de Gibbs:
{\displaystyle \rho _{\infty }(x)=Z^{-1}\exp(-\beta \Psi (x)),}
em que a função de partição {\displaystyle Z} é dada por:
{\displaystyle Z=\int _{\mathbb {R} ^{n}}\exp(-\beta \Psi (x))\,\mathrm {d} x.}
Além disso, a densidade {\displaystyle \rho _{\infty }} satisfaz um princípio variacional: isto minimiza sobre todas as densidades de probabilidade {\displaystyle \rho } em {\displaystyle \mathbb {R} ^{n}}a energia livre funcional {\displaystyle F} dada por:
{\displaystyle F[\rho ]=E[\rho ]+{\frac {1}{\beta }}S[\rho ],}
em que
{\displaystyle E[\rho ]=\int _{\mathbf {R} ^{n}}\Psi (x)\rho (x)\,\mathrm {d} x}
desempenha o papel de uma energia funcional e
{\displaystyle S[\rho ]=\int _{\mathbf {R} ^{n}}\rho (x)\log \rho (x)\,\mathrm {d} x}
é a negativa da funcional de entropia de Gibbs–Boltzmann. Mesmo quando o potencial {\displaystyle \Psi } não é bem comportado o bastante para a função de partição {\displaystyle Z} e a medida de Gibbs {\displaystyle \mu _{\infty }} a serem definidas, a energia livre {\displaystyle F[\rho (t,\cdot )]} ainda faz sentido para cada tempo {\displaystyle t\geq 0}, desde que a condição inicial tenha {\displaystyle F[\rho (0,\cdot )]<+\infty }. A energia livre funcional {\displaystyle F} é, na verdade, uma função de Lyapunov para a equação de Fokker–Planck: {\displaystyle F[\rho (t,\cdot )]} pode decrescer conforme {\displaystyle t} aumenta. Assim, {\displaystyle F} é uma função H para a dinâmica X.

### Exemplo
Considere o processo Ornstein–Uhlenbeck {\displaystyle X} em {\displaystyle \mathbb {R} ^{n}} que satisfaz a equação diferencial estocástica:
{\displaystyle \mathrm {d} X_{t}=-\kappa (X_{t}-m)\,\mathrm {d} t+{\sqrt {2\beta ^{-1}}}\,\mathrm {d} B_{t},}
em que {\displaystyle m\in \mathbb {R} ^{n}} e {\displaystyle \beta ,\kappa >0} são constantes dadas. Neste caso, o potencial {\displaystyle \Psi } é dado por:
{\displaystyle \Psi (x)={\tfrac {1}{2}}\kappa |x-m|^{2},}
e, então, a medida invariante para {\displaystyle X} é uma medida gaussiana com densidade {\displaystyle \rho _{\infty }} dada por:
{\displaystyle \rho _{\infty }(x)=\left({\frac {\beta \kappa }{2\pi }}\right)^{\frac {n}{2}}\exp \left(-{\frac {\beta \kappa |x-m|^{2}}{2}}\right).}
Heuristicamente, para um {\displaystyle t} grande, {\displaystyle X_{t}} é aproximadamente normalmente distribuída com média {\displaystyle m} e variância {\displaystyle (\beta \kappa )^{-1}}. A expressão para a variância pode ser interpretada como se segue: grandes valores de {\displaystyle \kappa } significam que o poço de potencial {\displaystyle \Psi } tem "lados muito íngremes", de modo que é improvável que {\displaystyle X_{t}} se mova para longe do mínimo de {\displaystyle \Psi } em {\displaystyle m}; de forma semelhante, grandes valores de {\displaystyle \beta } significam que o sistema é muito "frio" com pouco ruído, de modo que, novamente, é improvável que {\displaystyle X_{t}} se mova para longe de {\displaystyle m}. 

## Propriedade martingale
Em geral, uma difusão de Itō não é um martingale. Entretanto, para qualquer {\displaystyle f\in C^{2}(\mathbb {R} ^{2};\mathbb {R} )} com suporte compacto, o processo {\displaystyle M:[0,+\infty )\times \Omega \rightarrow \mathbb {R} } definido por:
{\displaystyle M_{t}=f(X_{t})-\int _{0}^{t}Af(X_{s})\,\mathrm {d} s,}
em que {\displaystyle A} é o gerador de {\displaystyle X}, é um martingale no que diz respeito à filtração natural {\displaystyle F_{*}} de {\displaystyle (\Omega ,\Sigma )} por {\displaystyle X}. A prova é simples: segue-se da expressão usual da ação do gerador em funções {\displaystyle f} suficientemente suaves e do lema de Itō (a regra da cadeia estocástica) que:
{\displaystyle f(X_{t})=f(x)+\int _{0}^{t}Af(X_{s})\,\mathrm {d} s+\int _{0}^{t}\nabla f(X_{s})^{\top }\sigma (X_{s})\,\mathrm {d} B_{s}.}
Já que as integrais de Itō são martingales no que diz respeito à filtração natural {\displaystyle F_{*}} de {\displaystyle (\Omega ,\Sigma )} por {\displaystyle B}, para {\displaystyle t>s},
{\displaystyle \mathbf {E} ^{x}{\big [}M_{t}{\big |}\Sigma _{s}{\big ]}=M_{s}.}
Assim, como exigido,
{\displaystyle \mathbf {E} ^{x}[M_{t}|F_{s}]=\mathbf {E} ^{x}\left[\mathbf {E} ^{x}{\big [}M_{t}{\big |}\Sigma _{s}{\big ]}{\big |}F_{s}\right]=\mathbf {E} ^{x}{\big [}M_{s}{\big |}F_{s}{\big ]}=M_{s},}
já que {\displaystyle M_{s}} é {\displaystyle F_{s}}-mensurável.

## Fórmula de Dynkin
A fórmula de Dynkin, que recebe este nome em homenagem ao matemático russo-americano Eugene Dynkin, dá o valor esperado de qualquer estatística adequadamente suave de uma difusão de Itō {\displaystyle X} (com gerador {\displaystyle A}) em um tempo de parada. Precisamente, se {\displaystyle \tau } for um tempo de parada com {\displaystyle \mathbf {E} [\tau ]<+\infty } e se {\displaystyle f:\mathbb {R} ^{n}\rightarrow \mathbb {R} } for {\displaystyle C^{2}} com suporte compacto, então:
{\displaystyle \mathbf {E} ^{x}[f(X_{\tau })]=f(x)+\mathbf {E} ^{x}\left[\int _{0}^{\tau }Af(X_{s})\,\mathrm {d} s\right].}
A fórmula de Dynkin pode ser usada para calcular muitas estatísticas úteis de tempos de parada. Por exemplo, o movimento browniano canônico na reta real começando em 0 sai do intervalo {\displaystyle (-R,+R)} em um tempo aleatório {\displaystyle \tau _{R}} com valor esperado:
{\displaystyle \mathbf {E} ^{0}[\tau _{R}]=R^{2}.}
A fórmula de Dynkin oferece informação sobre o comportamento de {\displaystyle X} em um tempo de parada razoavelmente geral. Para mais informações sobre a distribuição de {\displaystyle X} em um tempo de chegada, pode-se estudar a medida harmônica do processo.

## Medidas associadas

### Medida harmônica
Em muitas situações, é suficiente saber quando uma difusão de Itō {\displaystyle X} deixará pela primeira vez um conjunto mensurável {\displaystyle H\subseteq \mathbb {R} ^{n}}, isto é, estudar o primeiro tempo de saída:
{\displaystyle \tau _{H}(\omega )=\inf\{t\geq 0|X_{t}\not \in H\}.}
Algumas vezes, entretanto, pode-se querer saber a distribuição dos pontos nos quais {\displaystyle X} deixa o conjunto. Por exemplo, o movimento browniano canônico {\displaystyle B} na reta real começando em 0 deixa o intervalo {\displaystyle (-1,1)} em -1 com probabilidade {\displaystyle 1/2} e em 1 com probabilidade {\displaystyle 1/2}, de modo que {\displaystyle B_{\tau _{(-1,1)}}} é uniformemente distribuído no conjunto {\displaystyle \{-1,1\}} 

Em geral, se {\displaystyle G} for compactamente encaixado em {\displaystyle \mathbb {R} ^{n}}, então, a medida harmônica (ou distribuição de chegada) de {\displaystyle X} na fronteira {\displaystyle \partial G} de {\displaystyle G} é a medida {\displaystyle \mu _{G}^{x}} definida por:
{\displaystyle \mu _{G}^{x}(F)=\mathbf {P} ^{x}\left[X_{\tau _{G}}\in F\right]}
para {\displaystyle x\in G} e {\displaystyle F\subseteq \partial G}.
Retornando ao exemplo anterior do movimento browniano, pode-se mostrar que, se {\displaystyle B} for um movimento browniano em {\displaystyle \mathbb {R} ^{n}} começando em {\displaystyle x\in \mathbb {R} ^{n}} e {\displaystyle D\subset \mathbb {R} ^{n}} for uma bola aberta centrada em {\displaystyle x}, então, a medida harmônica de {\displaystyle B} em {\displaystyle \partial D} é invariante sob todas as rotações de {\displaystyle D} sobre {\displaystyle x} e coincide com a medida de superfície normalizada em {\displaystyle \partial D}.

A medida harmônica satisfaz uma interessante propriedade de valor médio: se {\displaystyle f:\mathbb {R} ^{2}\rightarrow \mathbb {R} } for qualquer função limitada e mensurável de Borel e {\displaystyle \varphi } for dado por:
{\displaystyle \varphi (x)=\mathbf {E} ^{x}\left[f(X_{\tau _{H}})\right],}
então, para todos os conjuntos de Borel {\displaystyle G\subset \subset H} e todo {\displaystyle x\in G},
{\displaystyle \varphi (x)=\int _{\partial G}\varphi (y)\,\mathrm {d} \mu _{G}^{x}(y).}
A propriedade de valor médio é muito útil na solução de equações diferenciais parciais usando processos estocásticos.

### Medida de Green e fórmula de Green
Considere {\displaystyle A} um operador diferencial parcial em um domínio {\displaystyle D\subseteq \mathbb {R} ^{n}} e considere {\displaystyle X} uma difusão de Itō com {\displaystyle A} como seu gerador. Intuitivamente, a medida de Green de um conjunto de Borel {\displaystyle H} é o comprimento esperado do tempo em que {\displaystyle X} permanece em {\displaystyle H} antes de deixar o domínio {\displaystyle D}. Em outras palavras, a medida de Green de {\displaystyle X} no que diz respeito a {\displaystyle D} em {\displaystyle x}, denotada {\displaystyle G(x,\cdot )}, é definida para conjuntos de Borel {\displaystyle H\subseteq \mathbb {R} ^{n}} por:
{\displaystyle G(x,H)=\mathbf {E} ^{x}\left[\int _{0}^{\tau _{D}}\chi _{H}(X_{s})\,\mathrm {d} s\right],}
ou para funções limitadas, contínuas {\displaystyle f:D\rightarrow \mathbb {R} }, por:
{\displaystyle \int _{D}f(y)\,G(x,\mathrm {d} y)=\mathbf {E} ^{x}\left[\int _{0}^{\tau _{D}}f(X_{s})\,\mathrm {d} s\right].}
A nome "medida de Green" vem do fato de que, se {\displaystyle X} for um movimento browniano, então:
{\displaystyle G(x,H)=\int _{H}G(x,y)\,\mathrm {d} y,}
em que {\displaystyle G(x,y)} é a função de Green para o operador {\displaystyle \Delta /2} no domínio {\displaystyle D}.

Suponha que {\displaystyle \mathbf {E} ^{x}[\tau _{D}]<+\infty } para todo {\displaystyle x\in D}. Então, a fórmula de Green se aplica para toda {\displaystyle f\in C^{2}(\mathbb {R} ^{2};\mathbb {R} )} com suporte compacto:
{\displaystyle f(x)=\mathbf {E} ^{x}\left[f\left(X_{\tau _{D}}\right)\right]-\int _{D}Af(y)\,G(x,\mathrm {d} y).}
Em particular, se o suporte de {\displaystyle f} for compactamente encaixado em {\displaystyle D},
{\displaystyle f(x)=-\int _{D}Af(y)\,G(x,\mathrm {d} y).}